# Inga exalata
Inga exalata är en ärtväxtart som beskrevs av T.S.Elias. Inga exalata ingår i släktet Inga och familjen ärtväxter.

## Underarter
Arten delas in i följande underarter:
- I. e. exalata
- I. e. umbilicata